# Premi Nacional d'Investigació Julio Rey Pastor
El Premi Nacional d'Investigació Julio Rey Pastor és un premi de matemàtiques i tecnologies de la informació i les comunicacions convocat pel Ministeri d'Educació i Ciència d'Espanya.
El premi es va instaurar en 2001 i pertany juntament amb altres nou premis als Premis Nacionals d'Investigació. La dotació puja a 100.000 €.
L'objectiu de tots aquests premis és el reconeixement dels mèrits de les científics o investigadors espanyols que realitzen «una gran labor destacada en camps científics de rellevància internacional, i que contribueixin a l'avanç de la ciència, al millor coneixement de l'home i la seva convivència, a la transferència de tecnologia i al progrés de la Humanitat».

## Premiats
| Any  | Investigador                    | Treball |
| ---- | ------------------------------- | --- |
| 2001 | Mateo Valero Cortés             | xarxes d'interconnexió, computadors vectorials i processadors superescalars                                        |
| 2003 | Juan Luis Vázquez Suárez        | equacions parabòliques no lineals que regeixen els fenòmens de difusió en mitjans porosos                          |
| 2005 | Manuel de Hermenegildo Salinas  | informàtica, programació lògica i en la implementació eficient de llenguatges lògics                               |
| 2007 | Enrique Zuazua Iriondo          | teories d'equacions en derivades parcials i del control                                                            |
| 2009 | José Francisco Duato Marín      | Xarxes d'interconnexió                                                                                             |
| 2011 | Antonio Córdoba Barba           | Anàlisi de Fourier i en les equacions en derivades parcials i les seves aplicacions en mecànica de fluids          |
| 2018 | Ramon López de Mántaras i Badia | Per ser pioner en l'estudi de la Intel·ligència artificial i pel seu lideratge internacional en aquesta disciplina |
| 2020 | Carme Torras i Genís            | Aportacions pioneres a l'àrea de la robòtica intel·ligent, especialment al camp de la robòtica social              |